# Hook (игра)
Hook — мультиплатформенная видеоигра, выпускавшаяся в 1992—1993 годах и основанная на фильме «Капитан Крюк» 1991 года.

## Сюжет
Прошло много лет после того, как Питер Бэннинг в очередной раз победил злобного Капитана Крюка. Теперь у Пэна есть собственный дом и двое детей — Мэгги и Джек. Он уже почти забыл о прошлых приключених и подвигах… Как вдруг однажды Капитан Крюк вернулся и похитил детей Пэна.
Фея Динь-Дилинь, давняя подруга Питера, помогла ему добраться до Острова Нетинебудет, где тот встретился с Руфио. Динь-Динь вновь наделила Питера сверхсилами и он отправился спасать Мэгги и Джека.

## Игровой процесс
Несмотря на сходный сюжет, различные версии игры отличаются друг от друга.

### Sega, SNES

Кадр из игры для версии Sega Mega Drive/Genesis

Игра представляет собой платформер и состоит из нескольких небольших уровней (остров Нетинебудет, лес, скалы, пещера и др.), построенных с использованием двухмерной графики и горизонтального скроллинга, на которых присутствуют различные препятствия. Как и в большинстве платформеров, основная задача игрока — пройти каждый уровень от начала до конца до тех пор пока не истечёт отведённое время. В конце большинства уровне находятся боссы
Герой игры — Питер Пэн, персонаж книг Джеймса Барри. В начале игры он вооружён небольшим мечом; после поединка с первым боссом — Руфио — появляется возможность использовать более совершенный волшебный меч. Также Питер обладает способностью летать, что позволяет ему преодолевать препятствия (например, пропасти) и добираться до недоступных платформ.
Враги в игре довольно разнообразны и индивидуальны для каждого уровня; это люди Капитана Крюка, а также монстры (пауки, змеи, тигры и т. д.). Большинство из противников безоружны, однако некоторые вооружены палками, копьями и луками со стрелами (иногда — с зажигательными стрелами). Также встречаются различные препятствия и ловушки (падающие сталактиты, зыбучие пески, колючки). Боссы представляют собой либо противников с большим запасом здоровья, либо механизмы. С каждым из них нужна определённая «тактика» (например, во время сражения со вторым боссом необходимо уклоняться от падающих жёлудей и боксёрских перчаток, вылетающих из деревьев).
Полезные предметы пополняют количество очков (например, ягоды) и уровень здоровья героя. Поскольку способность героя к полёту ограничена (количество отображается индикатором), её необходимо пополнять в ходе уровня; для этого нужно отыскивать изображения феи Динь-Динь.

### Amiga, Atari, DOS
Игра представляет собой графическую приключенческую игру с элементами логических игр. Графически она построена по принципу аксонометрии.
В данной версии игрок, управляя Питером, на нескольких уровнях собирает различные предметы. Собранные предметы можно использовать по отдельности, а можно комбинировать между собой. С помощью этих предметов игрок решает головоломки, чтобы продвинуться далее по сюжету. Также есть возможность общаться с NPC, которым можно передавать полезные предметы и получать ключи к головоломкам.

### Commodore, Game Boy, NES
Версию отличает возможность выбора альтернативных путей к финальному уровню, — в то время как, например, в версии для Sega и SNES предусматривается строго последовательное прохождение. Другая особенность игы — на каждом уровне игрок должен собрать определённое количество предметов, чтобы перейти к следующему.
Игра представляет собой платформер. Уровни (пещеры, лес город) построены с применением двухмерной графики и бокового скроллинга; они разделяются на обычные и полностью проходящие в полёте. Во время прохождения последних игроку нужно собирать драгоценные камни, чтобы сохранить способность к полёту; этому пытаются помешать люди Крюка и попадающиеся на пути грозовые тучи.
Для борьбы с врагами (обезьянами, призраками, пиратами) герой использует меч (который он получает после победы над Руфио на первом уровне). На некоторых этапах (кроме подводных) бороться с врагами ему помогает Динь-Динь, используя магию; её можно вызвать, собрав некоторое количество полезных предметов (напёрстков). Отыскивая на уровнях еду, Питер пополняет здоровье, а драгоценые камни наделяют его способностью летать.

## Оценки
| Иноязычные издания | Иноязычные издания | Иноязычные издания                                                       | Иноязычные издания | Иноязычные издания | Иноязычные издания |
| Издание            | Оценка             | Оценка                                                                   | Оценка             | Оценка             | Оценка             |
| Издание            | Game Boy           | Mega Drive                                                               | NES                | PC                 | SNES               |
| ------------------ | ------------------ | ------------------------------------------------------------------------ | ------------------ | ------------------ | ------------------ |
| AllGame            |                    | 3 из 5 звёзд · 3 из 5 звёзд · 3 из 5 звёзд · 3 из 5 звёзд · 3 из 5 звёзд |                    |                    |                    |
| Commodore Force    |                    |                                                                          |                    | 73 %               |                    |
| Commodore Format   |                    |                                                                          |                    | 85 % 55 % (1993)   |                    |
| Electronic Games   |                    |                                                                          |                    |                    | 88 %               |
| Mean Machines Sega |                    | 69 %                                                                     |                    |                    |                    |
| N-Force            |                    |                                                                          | 73 %               |                    | 81 %               |
| Super Play         |                    |                                                                          |                    |                    | 72 %               |
| Total!             | 88 %               |                                                                          | 84 %               |                    |                    |

Игра получила смешанные отзывы критиков.